# Battaglia del Río de la Plata
La battaglia del Río de la Plata (in inglese battle of the River Plate), avvenuta il 13 dicembre 1939, fu la prima grande battaglia navale della seconda guerra mondiale. La corazzata tascabile tedesca Admiral Graf Spee salpata il 21 agosto 1939 dal porto di Wilhelmshaven, intraprese la sua crociera nell'oceano Atlantico, dove in breve tempo affondò nove mercantili. Il 13 dicembre la corazzata venne avvistata da tre incrociatori della Royal Navy, i quali, dopo un breve scontro a fuoco nel quale tutte le unità coinvolte furono colpite e danneggiate, la costrinsero a rifugiarsi nel porto neutrale di Montevideo il 14 dicembre. Scaduto il termine di 72 ore per la permanenza concesso dal governo uruguaiano, fu obbligata a ripartire, autoaffondandosi la sera del 17 dicembre nell'estuario del Río de la Plata.

## La crociera dell'Admiral Graf Spee

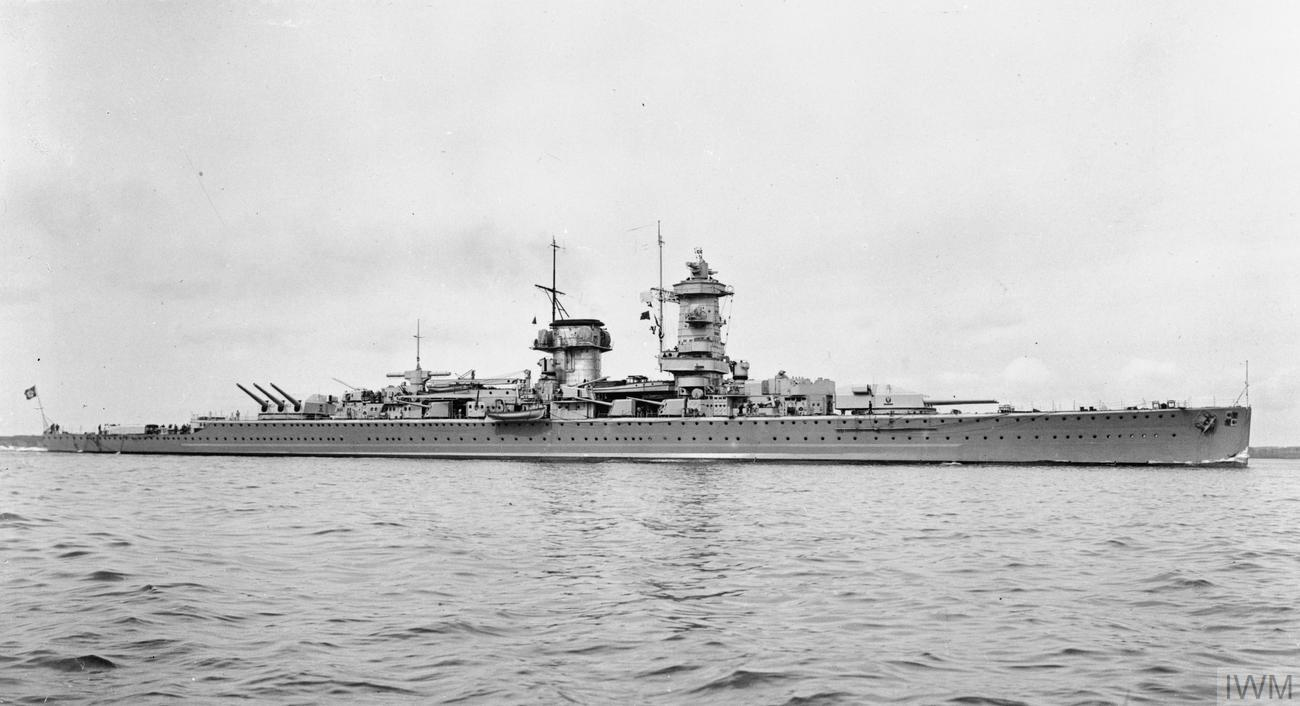
La corazzata tascabile tedesca Admiral Graf Spee

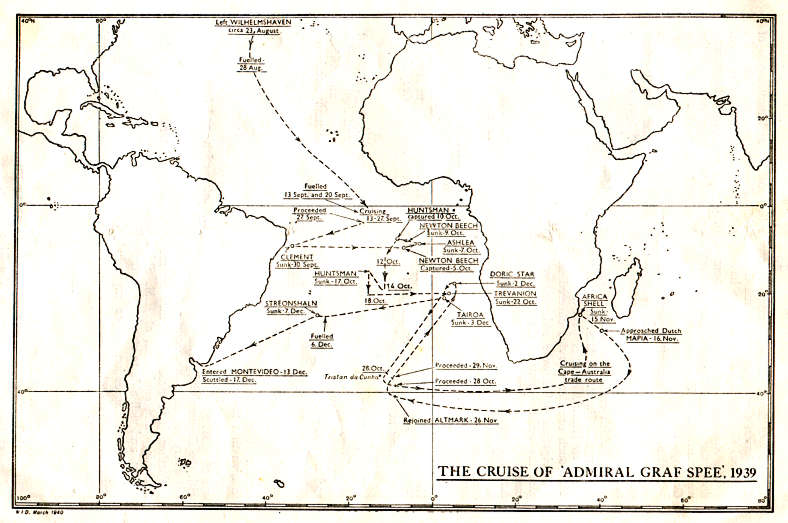
La crociera della Admiral Graf Spee, svoltasi dal 21 agosto al 14 dicembre 1939

All'inizio di agosto del 1939, in previsione dell'imminente inizio del conflitto, Hitler aveva ordinato al großadmiral Erich Raeder di dare il via alle cosiddette "disposizioni previste dal piano di mobilitazione" per le operazioni belliche nell'oceano Atlantico e, allo scopo, le due petroliere Altmark e Westerwald avevano attraversato l'oceano, facendo rotta verso Port Arthur in Texas per fare scorta di combustibile, imbarcando circa 10 000 tonnellate di nafta ognuna. Il giorno 21 la Admiral Graf Spee, comandata dal capitano Hans Langsdorff, salpò dal porto di Wilhelmshaven, congiungendosi il 1º settembre, giorno di inizio della seconda guerra mondiale, in un punto prestabilito con la petroliera, per rifornimento di combustibile e di viveri.
La corazzata tascabile tedesca, che durante la sua crociera venne seguita fino al 6 dicembre dall'Altmark come nave appoggio, ricevette il 26 settembre l'ordine di attaccare i convogli alleati e i mercantili che navigavano isolati e per farlo adottò alcune misure per camuffare la propria identità, come il cambiamento del nome, differenti tinteggiature e la posa di fumaioli e torrette di legno, allo scopo di confondere le informazioni sulla sua presenza nell'Atlantico; il 30 settembre fece la sua prima vittima, affondando il mercantile inglese Clement al largo delle coste del Brasile. Seguirono la Newton Beech, catturata il 5 ottobre ed utilizzata come nave prigione fino all'8 ottobre e poi affondata, la Ashlea, affondata il 7 ottobre, la Huntsman, catturata il 10 ottobre ed adibita anche essa a nave prigione fino al 17 ottobre e poi affondata, e la Trevanion, affondata il 22 ottobre.
Nel mese di ottobre la corazzata tedesca abbandonò l'oceano Atlantico per dirigersi verso l'oceano Indiano, al fine di fare perdere le sue tracce e alla ricerca di nuovi territori di caccia, e il 15 novembre affondò la petroliera inglese Africa Shell al largo delle coste del Mozambico, prima di fare rotta nuovamente nell'Atlantico dove, il 2 dicembre, affondò il mercantile Doric Star al largo delle coste dell'Africa occidentale.
Dopo il rientro nell'Atlantico, l'Admiral Graf Spee fece rotta verso le coste del Sudamerica alla ricerca di navi nel tratto di mare di fronte alla foce del Río de la Plata; il 3 dicembre venne affondato il mercantile Tairoa e, il 7 dicembre, la corazzata fece la sua ultima vittima, il piroscafo Streonshalh, portando così il totale delle navi affondate a nove, per complessive 50 147 tonnellate di stazza lorda. È da rilevare come, durante tutta la crociera, l'equipaggio dei mercantili venne sempre messo in salvo prima che questi fossero affondati; la correttezza del capitano Langsdorff nel trattamento dei prigionieri di guerra venne riconosciuta dagli stessi marinai, una volta liberati.

## La ricerca da parte dellaRoyal Navy

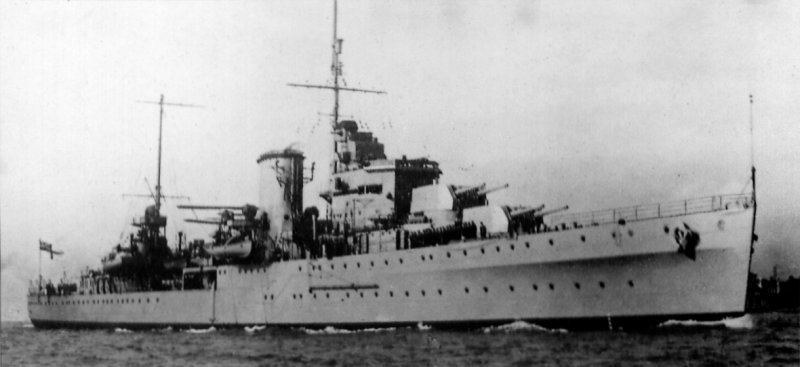
L'incrociatore leggero britannico HMS Ajax sul quale si trovava il commodoro Henry Harwood, comandante della Forza G, la squadra incaricata della ricerca dellAdmiral Graf Spee

Le segnalazioni provenienti dalla Doric Star, intercettate dal mercantile Port Chalmers che navigava al largo dell'isola di Sant'Elena, e dal Tairoa, lanciate prima del loro affondamento, dettero modo all'Ammiragliato britannico di ricavare la posizione presunta della corazzata tedesca e fu dato l'ordine alle unità presenti nell'Atlantico di mettersi sulle sue tracce. Le forze più vicine al punto da cui provenivano le segnalazioni di attacco da parte dei mercantili erano quelle della Forza G, la Divisione sudamericana di stanza nelle isole Falkland, comandata dal commodoro Henry Harwood; essa era composta dagli incrociatori pesanti HMS Exeter e HMS Cumberland, che si trovavano all'ancora nella rada di Port Stanley, e dagli incrociatori leggeri HMS Achilles, che stava incrociando al largo di Rio de Janeiro, e HMS Ajax, che si stava dirigendo verso il Río de la Plata.
Il comandante inglese, ritenendo, in base agli ultimi affondamenti, che la corazzata tedesca si sarebbe diretta verso l'estuario del Río de la Plata, dette immediatamente ordine agli incrociatori HMS Exeter, comandato dal capitano di vascello F.S. Bell, e HMS Cumberland, comandato dal capitano di vascello Moore, di uscire, nonostante quest'ultimo, causa riparazioni, potesse utilizzare solo due delle sue quattro eliche, e di riunirsi al più presto con le altre due unità già in navigazione. L'HMS Ajax, comandato dal capitano di vascello C.H.L. Woodhouse, e l'HMS Achilles, comandato dal capitano di vascello W.E. Parry, si riunirono con l'HMS Exeter alle ore 07.00 del 12 dicembre a 32° S e 41° W, nel punto in cui erano soliti transitare i convogli che provenivano o si dirigevano verso il Río de la Plata, con l'ordine di attaccare l'Admiral Graf Spee non appena fosse stata avvistata.

## La battaglia

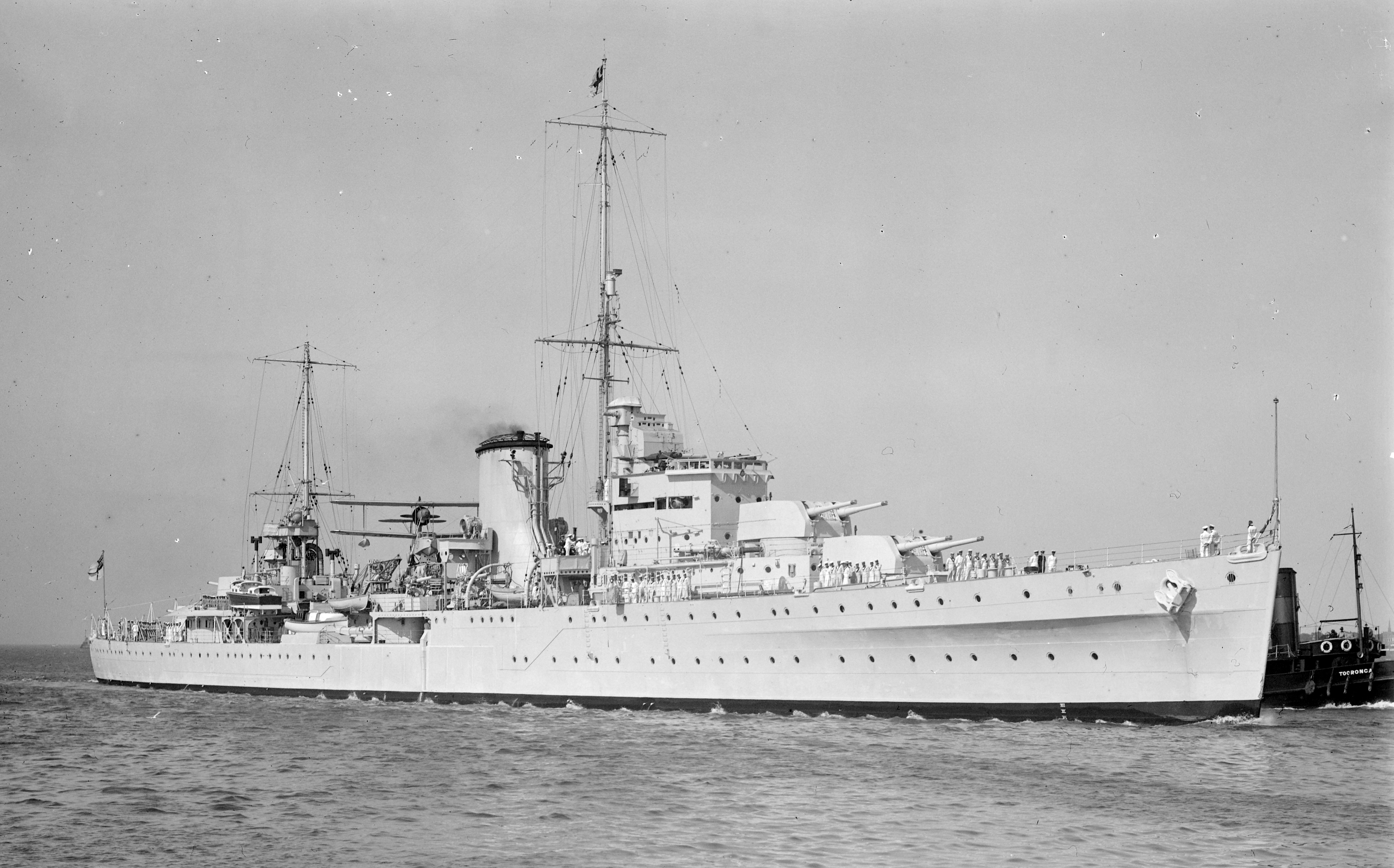
L'incrociatore leggero HMNZS Achilles, fotografato dopo il suo trasferimento alla marina neozelandese avvenuto nel 1941; fu uno dei componenti della squadra di tre navi alleate che avvistarono l'Admiral Graf Spee il 13 dicembre 1939

La corazzata tedesca venne avvistata dalle tre unità della squadra alleata alle ore 06.14 del 13 dicembre mentre l'Admiral Graf Spee, alle ore 05.52 aveva già identificato la HMS Exeter, ma non gli altri due incrociatori che componevano la squadra, ritenendo erroneamente che si trattasse di due cacciatorpediniere di scorta a un convoglio e alle 06.00 fu dato l'ordine di "posto di combattimento"; la distanza di circa 20 miglia, tuttavia, non permise di identificare immediatamente le altre due navi che seguivano l'HMS Exeter e il capitano Langsdorff decise di ingaggiare battaglia, contando sulla superiorità di armamento della sua nave; alle 06.10 tuttavia, mentre la corazzata tedesca si dirigeva velocemente verso le navi alleate, furono identificati i due incrociatori. Il commodoro Harwood, che si trovava a bordo dell'HMS Ajax, ricevette alle ore 06.15 la segnalazione dall'HMS Exeter che la nave avvistata era probabilmente una corazzata tascabile tedesca.
Alle ore 06.18 l'Admiral Graf Spee aprì il fuoco a una distanza di circa 11 miglia, ossia appena più distante dalla gittata massima delle unità alleate, ma il capitano Langsdorff, invece di sfruttare questo vantaggio che la sua nave possedeva, si avvicinò ulteriormente, mentre il commodoro Harwood, sfruttando la superiorità numerica, organizzò la sua tattica di battaglia dividendo la sua squadra, con il duplice intento di dividere il fuoco della corazzata tedesca e di prenderla tra due fuochi e, tra le 06.20 e le 06.23, i tre incrociatori britannici quasi contemporaneamente aprirono a loro volta il fuoco. Le prime salve di entrambi i contendenti andarono a vuoto mentre la squadra britannica cominciava a distendersi e, quando l'HMS Exeter si allontanò dalla sua linea, Langsdorff decise di concentrare il fuoco dei suoi cannoni da 280 mm verso di essa, mentre i cannoni di minore calibro avrebbero sparato verso le altre due unità.

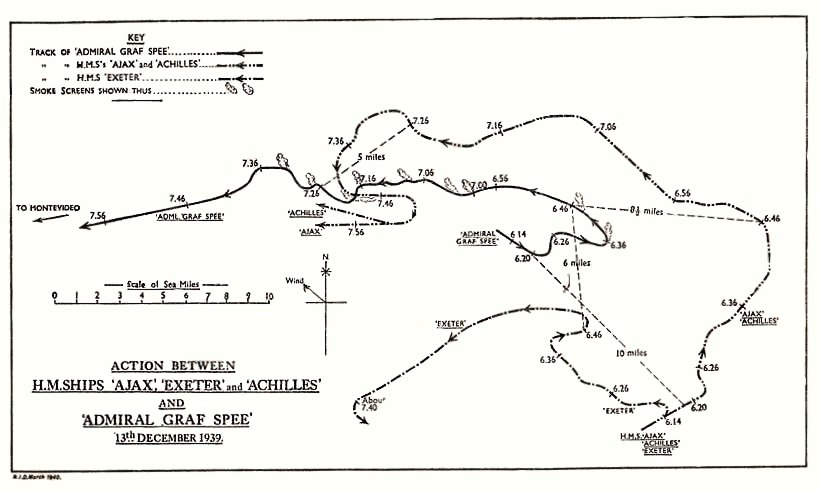
Mappa raffigurante lo scontro avvenuto tra lAdmiral Graf Spee e le tre unità alleate il 13 dicembre 1939

Alle ore 06.25 due colpi da 280 mm provenienti dall'Admiral Graf Spee colpirono l'HMS Exeter: il primo colpì il centro della nave, danneggiando il sistema di trasmissione e distruggendo i due idrovolanti siti sul ponte, che vennero immediatamente gettati a mare, e il secondo colpì la torre B, uccidendo tutti i serventi dei pezzi; il capitano Bell rimase ferito nelle esplosioni, ma si recò, insieme con i suoi ufficiali, a poppa dove, dalla stazione secondaria di comando riuscì a continuare a impartire gli ordini grazie a una catena di portaordini formata dai marinai e a quel punto, vista l'inefficacia dei calibri minori della corazzata tedesca, Langsdorff diresse il tiro verso l'HMS Achilles e l'HMS Ajax; questa venne colpita alle ore 06.30 e, alle 06.32, l'HMS Exeter tentò di avvicinarsi per utilizzare i suoi tubi lanciasiluri ma, dopo una salva corta i cui frammenti di proiettile colpirono la corazzata tedesca nella parte prodiera, alle 06.38 ricevette altri due colpi: il primo rese inutilizzabile la torre prodiera, mentre il secondo provocò un principio di incendio al centro della nave; alle 06.40 anche l'HMS Achilles venne colpita mentre, dieci minuti dopo, il comandante dell'HMS Exeter, a causa degli ingenti danni subiti, che consentivano alla nave di utilizzare solo uno dei cannoni dell'unica torre rimasta in grado di sparare, decise di ritirarsi dalla battaglia per fare rotta verso Port Stanley, dove giunse due giorni dopo con a bordo 61 morti e 23 feriti gravi.

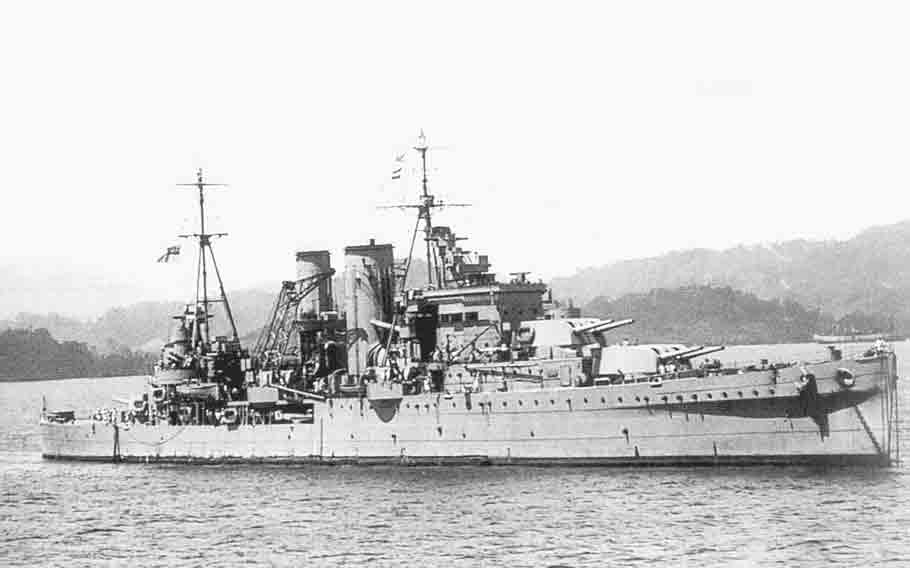
L'incrociatore pesante inglese HMS Exeter, danneggiato gravemente durante lo scontro con lAdmiral Graf Spee il 13 dicembre 1939

Il commodoro Harwood, dopo la ritirata dell'HMS Exeter, decise, alle ore 07.10, di avvicinarsi all'Admiral Graf Spee, la quale, dopo avere accostato dietro a una cortina fumogena, alle ore 07.16 aprì il fuoco contro i due incrociatori leggeri, colpendo l'HMS Ajax da una distanza di circa 8 miglia, ma incassando a sua volta i primi gravi danni che, alle ore 07.20, provocarono, oltre al ferimento del comandante Langsdorff, un principio di incendio al centro della nave, ma alle ore 07.25 un proiettile da 280 mm colpì nuovamente l'HMS Ajax, rendendo inutilizzabili due torri; il commodoro Harwood, nonostante i gravi danni subiti, diede ugualmente ordine di lanciare i siluri contro la corazzata tedesca, che accostando riuscì tuttavia a evitarli e, con l'ultima salva da lei esplosa, distrusse la torre radio dell'incrociatore leggero inglese.
In un momento di pausa della battaglia il capitano Langsdorff ebbe modo di fare una valutazione dei danni subiti: i motori e i cannoni principali erano intatti, mentre molti dei calibri minori erano stati distrutti; si contavano, a quel momento, 36 morti e 53 feriti e lo stesso comandante soffriva di una commozione cerebrale, oltre a una ferita al braccio, ma ciò che più lo preoccupava era l'indisponibilità della riserva di acqua potabile a causa della distruzione delle casse, la messa fuori uso di tutte le cucine, con la riserva di farina inondata che impediva la panificazione, oltre a una falla delle dimensioni di circa due metri, prodottasi a prua al di sopra della linea di galleggiamento; inoltre, ritenendo erroneamente che i due incrociatori alleati stessero spingendo la corazzata verso navi più potenti, invece che tentare di affondarli, alle ore 07.40, decise di sganciarsi dal combattimento e di fare rotta verso l'estuario del Río de la Plata.

## L'inseguimento delle unità alleate

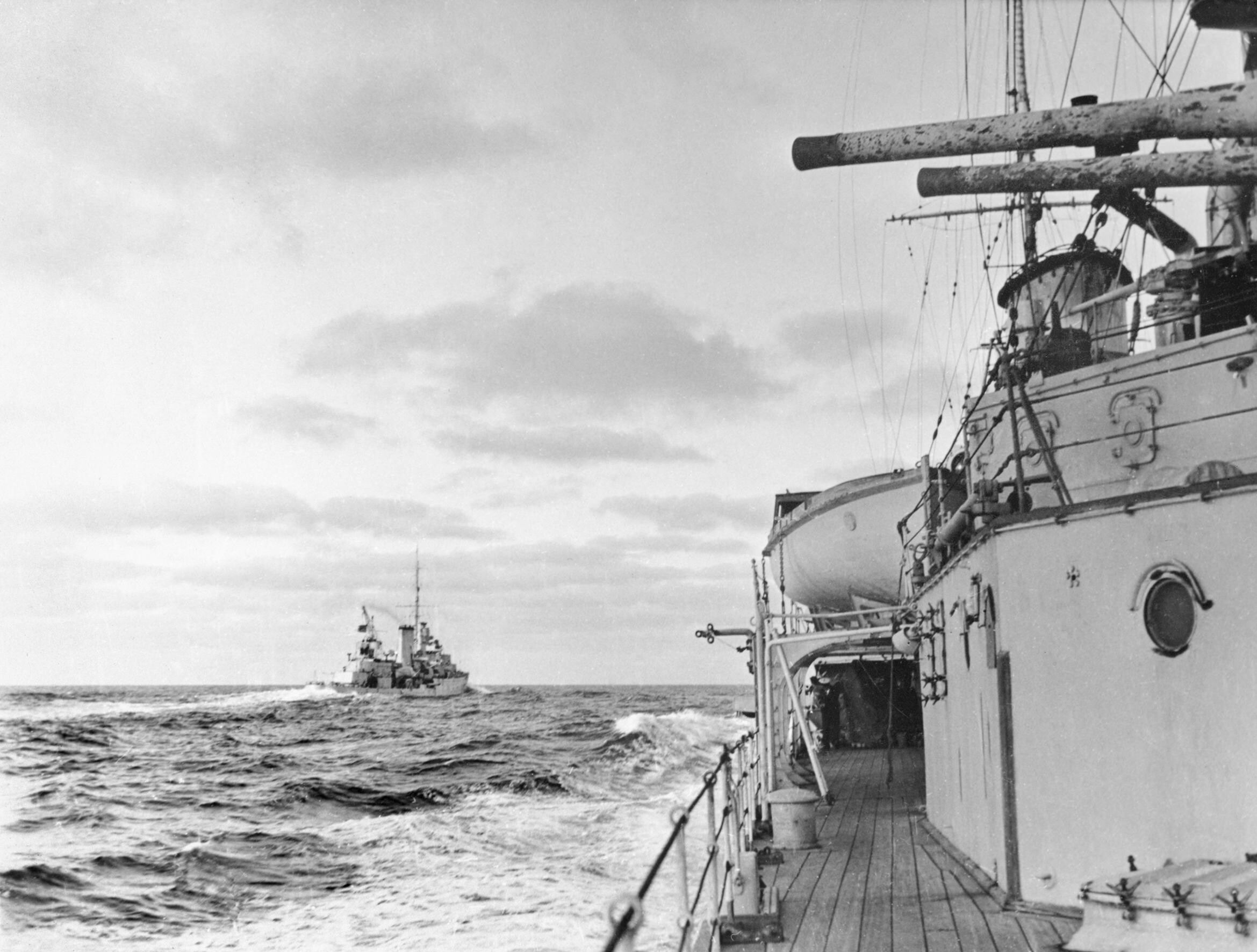
Gli incrociatori leggeri alleati HMS Achilles e HMS Ajax durante l'inseguimento allAdmiral Graf Spee

L'incrociatore britannico e quello neozelandese si misero all'inseguimento della corazzata tedesca: l'HMS Ajax procedette sulla sua sinistra, mentre l'HMS Achilles sulla dritta, tenendosi a una distanza di circa 15 miglia dalla Admiral Graf Spee, a una velocità di circa 24 nodi; il capitano Langsdorff, abbandonata definitivamente l'idea di rinnovare lo scontro con le due navi alleate, cominciò a valutare la rotta e la destinazione che l'Admiral Graf Spee avrebbe dovuto prendere per sottrarsi all'inseguimento di quella che credeva l'avanguardia di una squadra composta da navi più potenti e, alle ore 09.30, prese la sua decisione: convocò gli ufficiali sul ponte, comunicò sia i danni subiti dalla nave sia la scarsità di acqua potabile e la sua intenzione, vista l'impossibilità di rientrare in patria (ritenendo proibitiva, date le condizioni della corazzata, la navigazione nel Mare del Nord nel mese di dicembre), di dirigersi verso il porto di Montevideo, capitale del neutrale Uruguay, per riparare i danni, fare rifornimento e dare sepoltura alle salme.

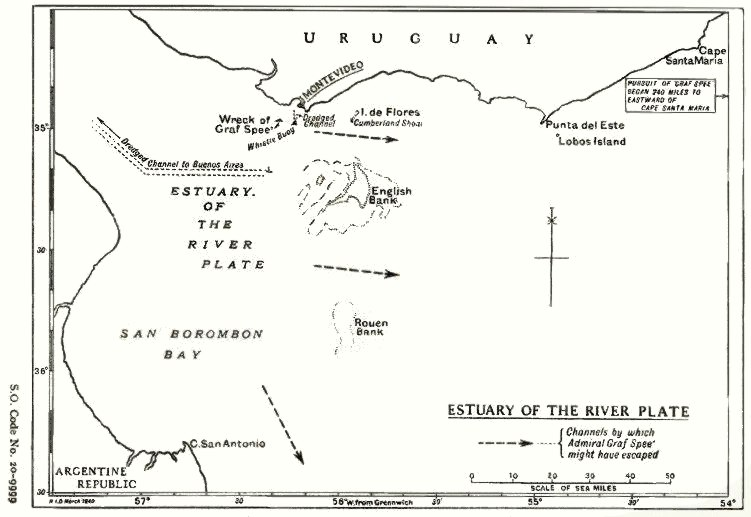
Mappa dell'estuario del Río de la Plata raffigurante i banchi e i canali di entrata

L'Admiral Graf Spee, durante l'avvicinamento all'estuario del Río de la Plata, cominciò a incontrare i mercantili che dal porto di Montevideo si dirigevano verso l'Inghilterra; alle ore 11.04 avvistò il cargo Shakespeare e, essendo a corto di munizioni, il capitano Langsdorff, che nel frattempo aveva informato il comandante della Kriegsmarine, il großadmiral Erich Raeder, della sua intenzione di dirigersi verso un porto neutrale, decise di silurarlo, comunicandolo ai due incrociatori che lo tallonavano per permettergli di raccogliere i naufraghi ma, al momento di sferrare l'attacco, decise di rinunciare, considerando che un affondamento nei pressi dell'Uruguay e dell'Argentina, dove sarebbe presto arrivato per chiedere il permesso di approdo, avrebbe potuto avere conseguenze negative.
Alle ore 19.15, mentre la corazzata tedesca stava facendo il suo ingresso nell'estuario del Río de la Plata, avvenne uno scambio di colpi con l'HMS Ajax che andarono a vuoto e l'incrociatore inglese si allontanò al riparo di una cortina fumogena. Questo avvenimento, unito alla rotta costante che la corazzata stava continuando a seguire, permise al commodoro Harwood di dissipare i suoi ultimi dubbi sulle intenzioni della nave tedesca; egli infatti conosceva bene i fondali della zona e sapeva che in quella stagione erano sufficientemente fondi per manovrare ad alta velocità e diede ordine all'HMS Achilles di seguire la rotta che portava all'isola di Lobos, mentre l'HMS Ajax avrebbe incrociato al largo dell'English bank, al fine di chiudere gli accessi dell'estuario, nel caso in cui l'Admiral Graf Spee avesse modificato la rotta per tentare di allontanarsi.
L'Admiral Graf Spee, approssimandosi a Montevideo, incontrò, a circa due miglia dall'isola di Lobos, l'incrociatore neutrale Uruguay e il transatlantico francese Formose. Una volta che la nave giunse all'interno delle acque territoriali uruguaiane, il capitano Langsdorff comunicò all'equipaggio, attraverso gli altoparlanti di bordo, che "la battaglia era finita" e, alle ore 24.00, dopo che fu gettata l'ancora nel porto di Montevideo, fu data comunicazione ai prigionieri ancora presenti sulla nave che il giorno dopo sarebbero stati liberati.

## L'attività diplomatica a Montevideo

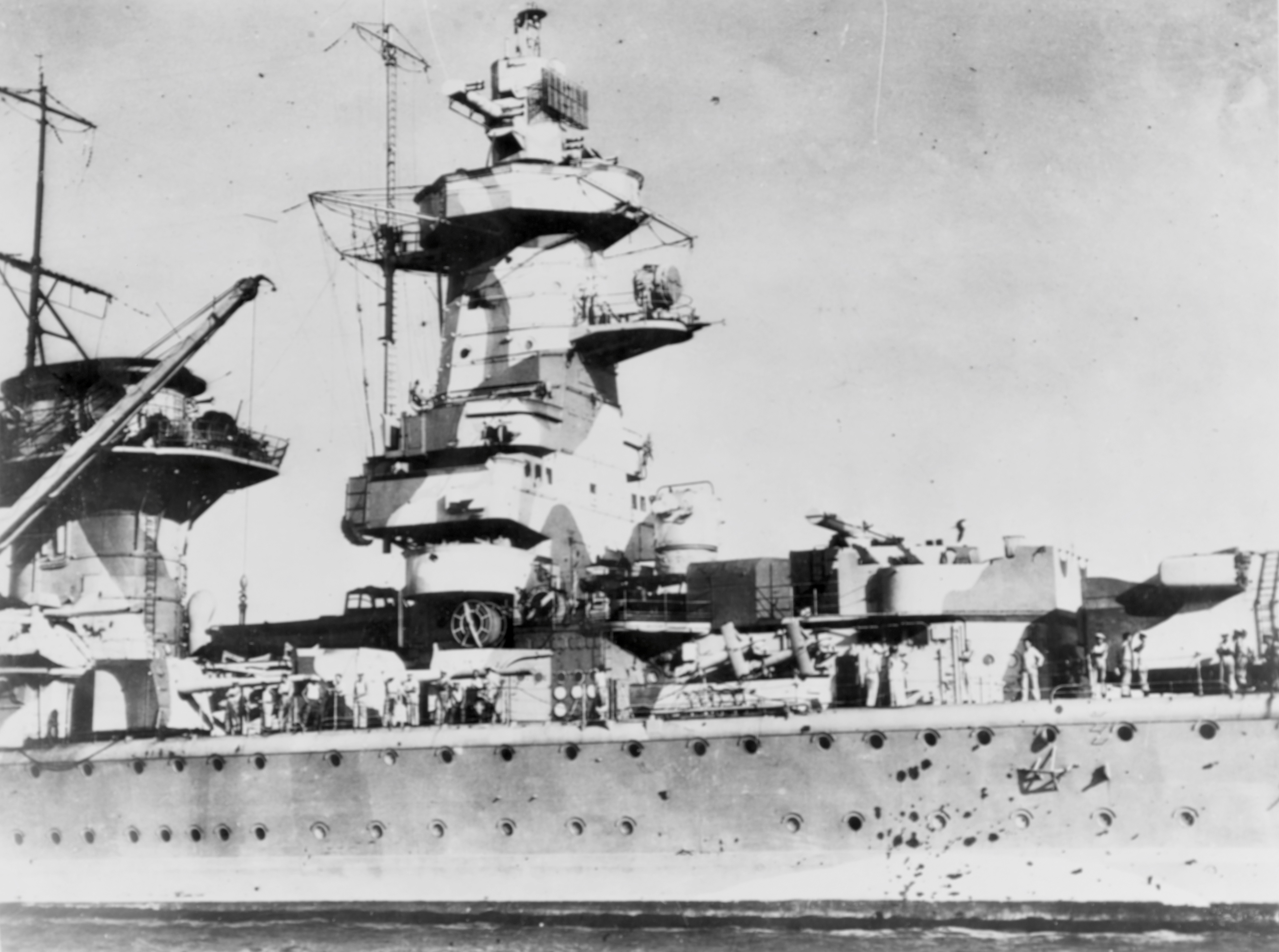
La corazzata tascabile tedesca Admiral Graf Spee attraccata a Montevideo; sono visibili i danni alla murata prodottisi durante lo scontro con le unità alleate

L'arrivo a Montevideo della Admiral Graf Spee era stato preceduto da un'intensa attività diplomatica, intercorsa tra i rappresentanti dell'Uruguay, dell'Argentina, della Gran Bretagna, della Francia e della Germania, dove, fino a quel momento, l'unico dato a loro disposizione era quello rappresentato dalla convenzione dell'Aia, che vietava la sosta di una nave di una nazione in stato di belligeranza per un periodo superiore alle 24 ore; la posizione del governo uruguaiano, tuttavia, era condizionata dall'avere concesso in precedenza ad alcune navi da guerra britanniche un permesso di 48 ore per approvvigionarsi; esso quindi riteneva di non poter negare un analogo periodo di tempo alla nave tedesca e questo fu quanto venne comunicato al capitano Langsdorff che, subito dopo l'attracco, venne immediatamente convocato a terra dall'ambasciatore tedesco e dal primo ministro dell'Uruguay.

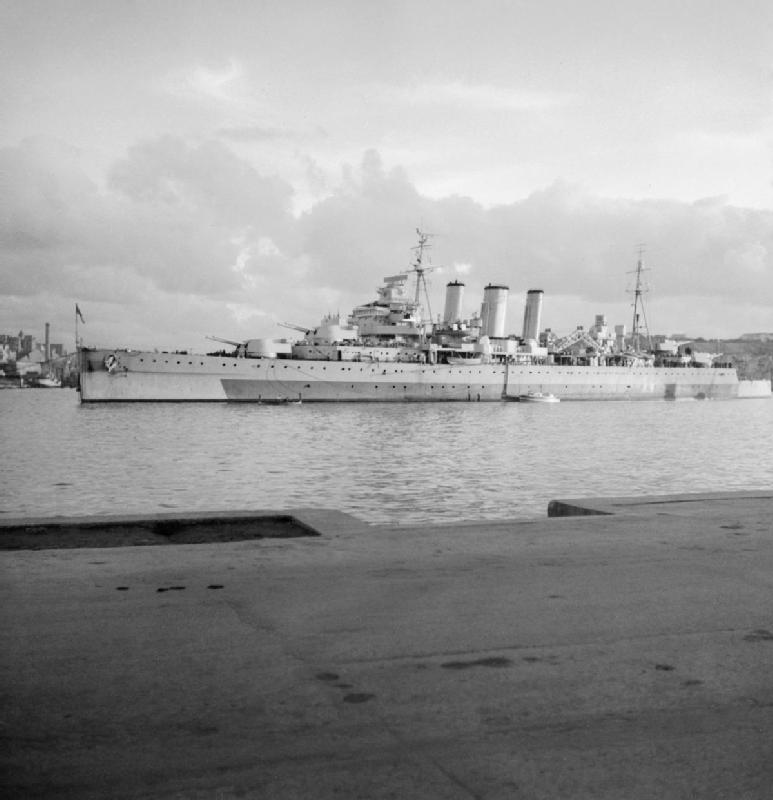
L'incrociatore pesante inglese HMS Cumberland che raggiunse i due incrociatori leggeri HMS Achilles e HMS Ajax di fronte all'estuario del Río de la Plata il 14 dicembre 1939

Contemporaneamente all'attività diplomatica si mise in moto anche quella dello spionaggio, con l'intento di fare credere ai tedeschi che al largo dell'estuario del Río de la Plata fossero in attesa l'incrociatore da battaglia francese Dunkerque e la corazzata inglese HMS Barham e che, a distanza maggiore, fossero in arrivo altre imponenti forze inglesi, come la portaerei HMS Ark Royal e l'incrociatore da battaglia HMS Renown, mentre in realtà le uniche unità alleate a guardia delle 103 miglia dell'estuario erano i due incrociatori danneggiati che avevano partecipato alla battaglia, insieme con l'incrociatore pesante HMS Cumberland, che sarebbe giunto il giorno dopo da Port Stanley.
Accanto alla diffusione di false informazioni, il comandante Langsdorff si dovette scontrare con la manifesta ostilità dell'ambiente che circondava la corazzata tedesca: egli infatti, dopo avere riscontrato che 48 ore non sarebbero state sufficienti per riparare i danni, valutando che sarebbero occorsi da cinque giorni a due settimane, venne informato dai tedeschi residenti a Montevideo che non avrebbe trovato alcun aiuto nel porto sudamericano; l'unico cantiere disponibile infatti era di proprietà di un certo Voulminot, un imprenditore uruguaiano di ascendenza francese, il quale, invitato a eseguire i lavori, oppose un secco rifiuto.
Il 14 dicembre il ministro degli esteri uruguaiano Alberto Guani ricevette il ministro plenipotenziario britannico Eugen Millington-Drake e l'ambasciatore francese Gentil, i quali congiuntamente invocarono l'applicazione della convenzione dell'Aia; il politico sudamericano, pur riconoscendo la legittimità della richiesta, rispose che aveva già provveduto a inviare una squadra di periti a bordo dell'Admiral Graf Spee per valutarne le condizioni e, alle ore 19.00 dello stesso giorno, ne ricevette il rapporto che statuiva, viste le due falle nella parte prodiera, la probabile difficoltà della navigazione in acque agitate per la corazzata tedesca; visto il rapporto, il governo uruguaiano decise, con un decreto predatato al 15 dicembre, che alla nave sarebbe stato accordato un permesso di 72 ore, a partire dalle ore 20.00 del 14 dicembre, che sarebbe scaduto alle ore 20.00 del 17 dicembre.

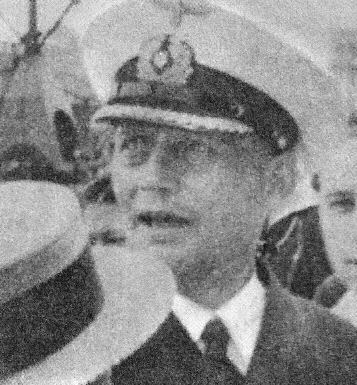
Il capitano di vascello Hans Langsdorff, comandante dell'Admiral Graf Spee

L'atteggiamento inglese mutò radicalmente dopo essere venuto a conoscenza delle intenzioni del governo uruguaiano: alle ore 08.00 del 15 dicembre Millington-Drake ricevette istruzioni da Londra al fine non più di accelerare la partenza dell'Admiral Graf Spee ma, viceversa, di ritardarla, allo scopo di permettere alle unità alleate in navigazione di avvicinarsi al Río de la Plata, e lo stesso messaggio venne trasmesso al commodoro Harwood; il sistema per garantire la permanenza della corazzata tedesca nel porto di Montevideo fu trovato mediante una clausola della convenzione dell'Aia, la quale proibiva l'uscita in mare di una nave militare per almeno 24 ore nel caso in cui fosse precedentemente salpata una nave mercantile appartenente a una nazione in stato di belligeranza con quella della nave da guerra. Utilizzando tale clausola, il governo britannico impose l'uscita dal porto il giorno 15 al mercantile Ashworth e il giorno successivo al mercantile Dunster Grange, nonostante il governo uruguaiano cominciasse a mostrare perplessità, dovute anche alla fretta di risolvere una situazione che cominciava a diventare imbarazzante.
Di segno opposto erano naturalmente le comunicazioni che il capitano Langsdorff ricevette da Berlino: il susseguirsi degli avvenimenti lo aveva indotto a trasmettere al großadmiral Erich Raeder un messaggio in cui chiedeva istruzioni, visto il blocco navale di fronte all'estuario del Río de la Plata e l'obbligo di uscita dal porto di Montevideo nei termini stabiliti dal governo uruguaiano; il comandante tedesco ricevette ordini che permettevano diverse opzioni, ma questi non comprendevano l'internamento in Uruguay; il messaggio che egli ricevette il 16 dicembre alle ore 17.07 così recitava: «nessun disarmo della nave e nessun internamento dell'equipaggio dovrà essere consentito; uscite da Montevideo e cercate di raggiungere Buenos Aires, combattendo sul Río de la Plata se necessario. Qualora ne foste assolutamente costretto, affondate la nave assicurandone la distruzione totale». Il capitano Langsdorff prese alcune ore per riflettere sulla situazione e, mentre il commodoro Harwood veniva nominato Commendatore dell'Ordine del Bagno e promosso contrammiraglio, egli fece ritorno a bordo dell'Admiral Graf Spee alle ore 04.00 del 17 dicembre, comunicando agli ufficiali che si trovavano in attesa la sua decisione: avrebbe autoaffondato la nave nell'estuario del Río de la Plata, considerando un inutile sacrificio di vite umane il tentativo di forzare il blocco per tentare di fare ritorno in Germania o di raggiungere Buenos Aires.

## L'autoaffondamento dell'Admiral Graf Spee

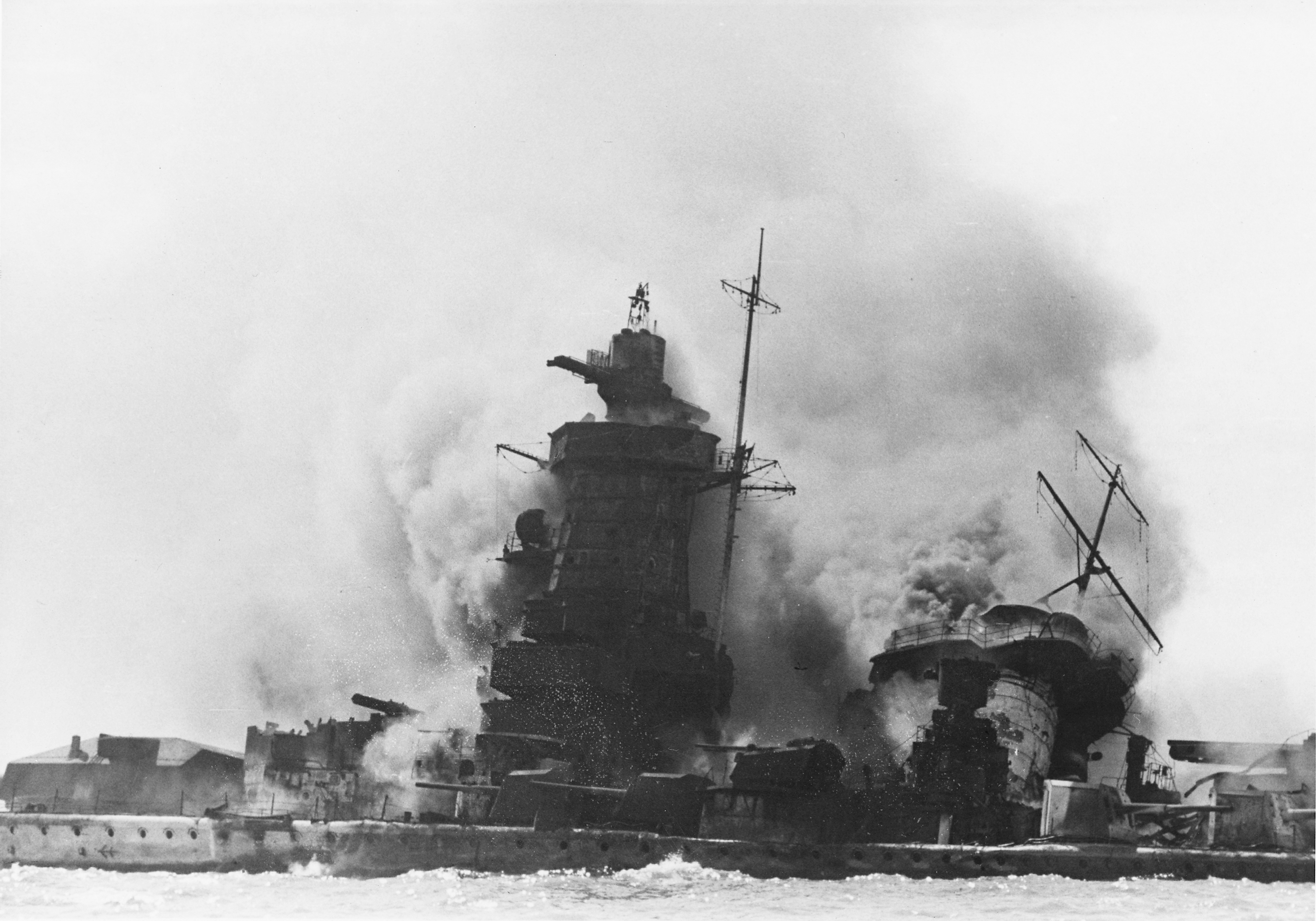
Le esplosioni delle cariche esplosive piazzate a bordo della corazzata tascabile tedesca Admiral Graf Spee il 17 dicembre 1939

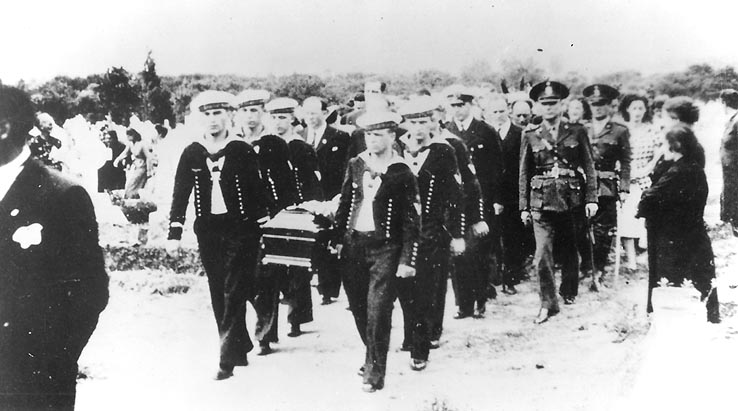
Il funerale del comandante dellAdmiral Graf Spee, il capitano di vascello Hans Langsdorff, a Buenos Aires il 21 dicembre 1939

All'alba del 17 dicembre l'Admiral Graf Spee prese il mare, mentre l'equipaggio veniva trasferito sul mercantile tedesco Tacoma, che si diresse verso Buenos Aires, dove si riteneva che l'ambiente sarebbe stato più amichevole di quello incontrato a Montevideo. A bordo il personale incaricato della distruzione cominciò la sua opera, che venne ultimata intorno alle ore 12.00; solo in quel momento il capitano Langsdorff venne a sapere che la HMS Ark Royal e il HMS Renown si trovavano ancora a Rio de Janeiro. L'ultima imbarcazione, con a bordo il comandante tedesco, si allontanò dalla corazzata alle ore 20.00 e pochi minuti dopo, mentre gli incrociatori alleati si erano avvicinati per contrastare l'eventuale sortita della nave tedesca, le cariche cominciarono a esplodere, facendola affondare avvolta dalle fiamme.
Giunto nella capitale argentina, il capitano Langsdorff, dopo avere esaurito le formalità con le autorità locali, tenne un breve discorso e, congedatosi dai suoi ufficiali, il 19 dicembre si ritirò in una stanza di albergo dove, con la bandiera della Marina imperiale tedesca avvolta sulle spalle, si suicidò, lasciando una lettera indirizzata al barone von Therman, ambasciatore tedesco a Buenos Aires, in cui assumeva su di sé ogni responsabilità per l'accaduto.
Gli altri ufficiali e gli uomini dell'equipaggio furono internati in Argentina e solo alcuni riuscirono, con l'aiuto della popolazione di origine tedesca, a evadere e a fare ritorno in Germania.

## Epilogo

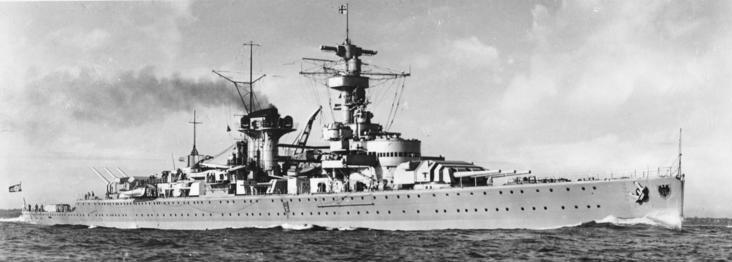
La corazzata tascabile tedesca Deutschland, comandata nello stesso periodo per una crociera nell'Atlantico del nord, vista la caccia allAdmiral Graf Spee, venne fatta rientrare in Germania l'11 novembre 1939

La fine dell'Admiral Graf Spee fu indubbiamente il primo grande rovescio della battaglia dell'Atlantico per la Germania: la perdita della corazzata tascabile infatti non era stata certamente bilanciata dall'affondamento di nove mercantili e dal danneggiamento delle unità da guerra alleate durante la battaglia, anche se la sua sola presenza nell'Atlantico aveva costretto la Royal Navy a organizzare cinque squadre navali per la sua ricerca, impiegando quindi grandi risorse. In Germania l'autoaffondamento della corazzata venne riportato dal ministro della propaganda tedesco Joseph Goebbels quasi come un successo e Hitler pubblicamente elogiò il comportamento onorevole del comandante Langsdorff, ma privatamente dette disposizioni al großadmiral Erich Raeder in merito al fatto che le navi da guerra tedesche avrebbero dovuto affondare solo in seguito a un attacco.

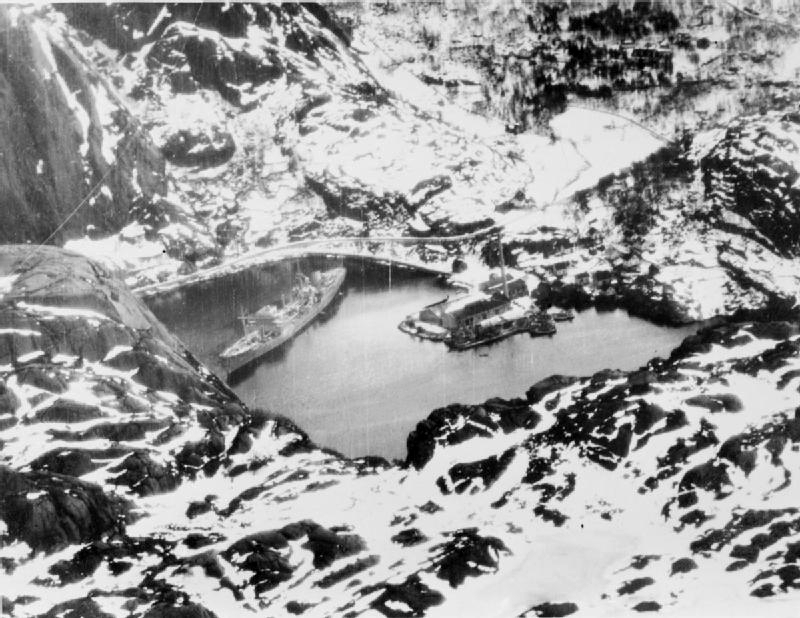
La petroliera tedesca Altmark, fotografata nel fiordo norvegese Jøssingfjord, prima di essere abbordata dal cacciatorpediniere inglese HMS Cossack il 16 febbraio 1940

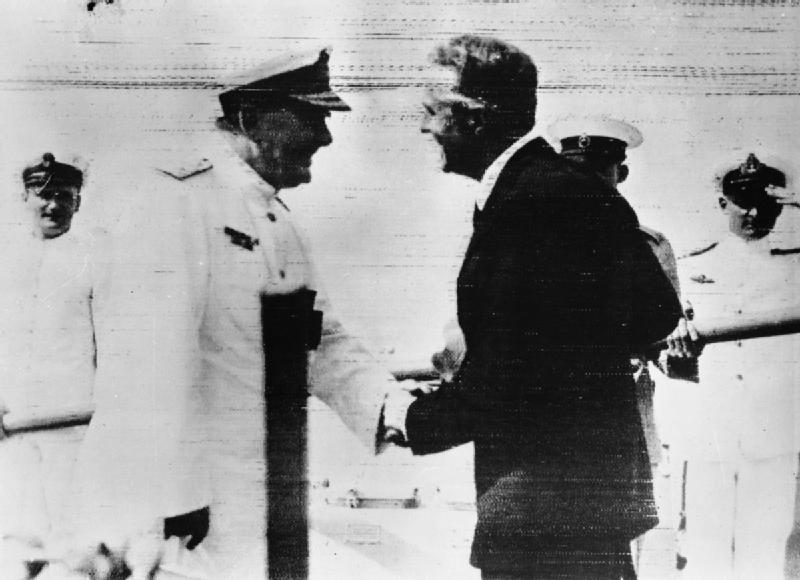
Il commodoro Henry Harwood, ricevuto dal ministro britannico Eugen Millington-Drake a Montevideo, il 3 gennaio 1940, dopo la fine della battaglia del Río de la Plata

Un'altra considerazione fu l'estrema impreparazione e inadeguatezza della Kriegsmarine per quanto riguardava le unità da guerra disponibili al momento dell'inizio delle ostilità: il cosiddetto Piano Z, ossia il riarmo della marina da guerra, con la costruzione di corazzate e di portaerei, sufficiente a contrastare la Royal Navy, non venne mai completato e le unità di superficie tedesche non riuscirono a conseguire i successi che, soprattutto nei primi due anni di guerra, ottennero gli U-Boot e infatti, mentre la crociera dell'Admiral Graf Spee era ancora in corso, ma la caccia della Forza G era già cominciata, l'altra corazzata tascabile, la Deutschland, partita tre giorni dopo la sua gemella, ma che stava operando nell'Atlantico del nord, venne fatta prudentemente rientrare in patria l'11 novembre attraverso la rotta del Mare del Nord.
Nel Regno Unito, viceversa, la battaglia del Río de la Plata fu salutata come un grande successo dal Primo Lord dell'Ammiragliato Winston Churchill, il quale ordinò che l'HMS Exeter, gravemente danneggiata durante la battaglia, fosse sottoposta a radicali lavori di riparazione, che durarono fino al 1941, per consentirle di riprendere il mare, al fine di non darla per distrutta; essa venne comunque affondata nel 1942 durante la seconda battaglia del Mare di Giava.
Parte dei prigionieri catturati dall'Admiral Graf Spee durante la sua crociera nell'Atlantico era stata precedentemente trasferita sulla sua nave appoggio, la petroliera Altmark, durante l'ultimo incontro tra le due navi, avvenuto il 6 dicembre al largo di Walvis Bay; la petroliera tedesca fece rotta verso la Germania ma, scoperta il 14 gennaio da un ricognitore inglese mentre si trovava a nord est delle Isole Fær Øer, fu abbordata dal cacciatorpediniere britannico HMS Cossack mentre si trovava nello Jøssingfjord, in acque territoriali della allora neutrale Norvegia, e il fatto provocò, il 16 febbraio 1940, il cosiddetto incidente dell'Altmark; l'incidente costituì il casus belli che consentì a Hitler di dare il via ai preparativi per l'operazione Weserübung, ossia l'invasione della Danimarca e della Norvegia.

## Cinematografia
- La battaglia di Rio della Plata (The Battle of the River Plate), diretto da Michael Powell ed Emeric Pressburger (1956)

### Esplicative
1. ↑  La medesima operazione fu compiuta dalla Westerwald con la corazzata tascabile Deutschland, salpata, sempre dal porto di Wilhelmshaven, tre giorni dopo la Graf Spee. Vedi Peillard, 1992, p. 18.
2. ↑  L'Altmark, comandata dal capitano Heinrich Dau, seguì la corazzata come nave appoggio, incontrandosi con essa una seconda volta, il 27 settembre, nei pressi dell'equatore, una terza, il 14 ottobre, nell'Atlantico meridionale, una quarta, il 28 ottobre, nei pressi di Tristan da Cunha, e una quinta, il 6 dicembre, al largo di Walvis Bay, per rifornirla e per trasbordare i prigionieri, marinai e sottufficiali che raggiunsero un totale di 299 uomini, delle navi nemiche, fermate e successivamente affondate dalla Graf Spee. Dopo quest'ultimo incontro la nave iniziò il viaggio di ritorno verso la Germania, con una rotta che prevedeva il passaggio attraverso le Isole Fær Øer e l'Islanda, e con il compito di rifornire i sommergibili che avrebbe incontrato lungo il percorso. Vedi Biagi, 1995, p. 174.
3. ↑  Il nome originale venne eliminato dalle murate e sostituito con il nome Admiral Sheer[senza fonte].
4. ↑  Il marconista della Doric Star continuò a comunicare la propria posizione fino a quando fu possibile, e ciò permise alla Forza G britannica di avere un'idea della posizione della corazzata tedesca. Vedi AA.VV., 1993, p. 28.
5. ↑  Dopo l'affondamento del Tairoa il 6 dicembre la corazzata si incontrò per l'ultima volta con la Altmark, sulla quale vennero trasbordati tutti i prigionieri catturati durante la crociera. Vedi Konstam, 2016, p. 6.
6. ↑  I marinai vennero trasbordati il prima possibile sulla Altmark, mentre gli ufficiali rimasero alloggiati sulla Graf Spee. Vedi Dupuis, 2008, p. 41.
7. ↑  Nel 1939, la Achilles faceva parte della Divisione New Zealand della Royal Navy, e aveva il prefisso HMS davanti al nome; la Reale Marina Neozelandese venne costituita solo nel 1941 e la Achilles acquisì il prefisso HMNZS[senza fonte].
8. ↑  Il piano operativo dell'Admiral Graf Spee prevedeva il suo rientro in Germania prima di Natale e un eventuale attacco ai mercantili nella zona dell'estuario del Río de la Plata sarebbe stato l'ultimo prima di dirigersi verso nord, considerando conclusa la missione nell'Atlantico. Vedi Biagi, 1995, p. 135.
9. ↑  La quarta unità, l'incrociatore pesante HMS Cumberland, attardato dalle riparazioni dei danni, non riuscì a partecipare alla battaglia, ma raggiunse l'HMS Achilles e l'HMS Ajax, appostate nell'estuario del Río de la Plata, il 16 dicembre. Vedi Salmaggi e Pallavisini, 1989, p. 32.
10. ↑  Il 9 dicembre l'Alto comando tedesco aveva informato il capitano Langsdorff della partenza da Montevideo di un convoglio in partenza per l'Inghilterra, composto da quattro mercantili per un totale di 30 000 tonnellate e scortato da un solo incrociatore ausiliario. Vedi Peillard, 1992, p. 79.
11. ↑  Dopo che l'Admiral Graf Spee ebbe sparato la sua prima salva, il commodoro Harwood notò con sorpresa che la corazzata tedesca continuava ad avanzare verso la sua squadra, consentendole di aprire il fuoco a sua volta, cosa che sarebbe stata impossibile se l'Admiral Graf Spee avesse semplicemente sfruttato la maggiore gittata dei suoi cannoni tenendosi fuori dalla portata del tiro delle sue navi. Vedi AA.VV., 1993, p. 30.
12. ↑  Il comandante dell'HMS Exeter, vista l'inservibilità della timoneria, riuscì a fare ingranare il timone a poppa, governando personalmente la nave. Vedi Biagi, 1995, p. 135.
13. ↑  Alle 07.38 il commodoro Harwood ricevette il rapporto dall'HMS Achilles che lo informava dell'inutilizzabilità di due torri e della rimanenza solo del 20% delle munizioni e questo, unito ai danni subiti dall'HMS Ajax, lo indusse a sganciarsi a sua volta dalla battaglia, rilevando che la corazzata tedesca non intendeva avvicinarsi ma che si stava allontanando, a una velocità di circa 22 nodi, seguendo una rotta che la portava verso l'estuario del Río de la Plata, decidendo di seguirla a distanza. Vedi Peillard, 1992, p. 86.
14. ↑  Il capitano Langsdorff diede erroneamente per scontato che gli Alleati disponessero di numerose forze nella zona dell'Atlantico meridionale e considerò i danni subiti dalla nave troppo gravi per tentare di fare ritorno in Germania, ma nessuno degli ufficiali presenti fece obiezioni. Vedi Biagi, 1995, p. 138.
15. ↑  Il capitano Langsdorff commise l'ulteriore errore di firmare il suo messaggio Graf Spee, permettendo al commodoro Harwood di conoscere il nome della nave contro cui stava combattendo: egli infatti riteneva che la corazzata tedesca fosse l'Admiral Scheer. Vedi Peillard, 1992, p. 87.
16. ↑  Gli artt. 12,14 e 17 della convenzione dell'Aia statuivano che un prolungamento poteva essere accordato «se lo impone lo stato del mare o se le avarie subite dalla detta nave compromettono la sua sicurezza; passato tale termine la nave deve essere disarmata e l'equipaggio internato».
17. ↑  Al comandante dell'Admiral Graf Spee venne comunicato che gli sarebbero state accordate tutte le concessioni previste dalla normativa internazionale e che una squadra di periti si sarebbe recata a bordo della nave il mattino stesso per valutarne i danni. Vedi AA.VV., 1993, p. 33.
18. ↑  La scelta di attraccare a Montevideo piuttosto che a Buenos Aires, dove l'ambiente sarebbe stato probabilmente meno ostile, produsse la conseguenza che il capitano Langsdorff poté contare, per la riparazione della nave, solo sui marinai del suo equipaggio e su pochi volontari reperiti sul posto. Vedi Peillard, 1992, p. 90.
19. ↑  Il ministro inglese Millington-Drake rilevò che 72 ore erano un termine eccessivo «per una nave che aveva percorso 300 miglia a tutta velocità», ma il ministro Guani gli ricordò un episodio che li aveva visti entrambi presenti, avvenuto nel 1914 a Rio de Janeiro dopo la battaglia di Coronel, quando all'incrociatore inglese HMS Glasgow fu accordato, grazie all'azione diplomatica intercorsa tra l'Inghilterra e il Brasile, il permesso di trattenersi per cinque giorni nel bacino per le riparazioni, e il politico inglese non oppose replica. Vedi Peillard, 1992, p. 91.
20. ↑  Il comandante tedesco disse agli uomini del suo equipaggio: «Qualche giorno fa avete compiuto il triste dovere di porgere l'estremo omaggio ai vostri camerati morti. Forse sarete chiamati a svolgere un compito analogo in un prossimo futuro"; e ai giornalisti dichiarò: "Non ci saranno novità per stanotte, ma ne avrete una importante domattina». Vedi AA.VV., 1993, p. 36.
21. ↑  La lettera recitava: «A me solo risale la responsabilità dell'autoaffondamento della corazzata Admiral Graf Spee. Sono contento di cancellare con il sacrificio della mia vita ogni rimprovero che potesse venire mosso all'onore della nostra marina». Vedi Peillard, 1992, p. 94.
22. ↑  A fini propagandistici, onde evitare il contraccolpo psicologico che l'eventuale perdita di una nave chiamata Deutschland avrebbe potuto provocare, questa venne successivamente ribattezzata Lützow. Vedi Salmaggi e Pallavisini, 1989, p. 33.

### Bibliografiche
1. ↑  Liddell Hart, 1995, p. 521.
2. ↑  AA.VV., 1993, p. 27.
3. ↑  Konstam, 2016, p. 5.
4. 1 2 3 4 5  Konstam, 2016, p. 6.
5. ↑  Sgarlato, 2004, p. 8.
6. ↑  Petacco, 1979, p. 73.
7. ↑  Peillard, 1992, p. 77.
8. ↑  Bennet, 1974, p. 39.
9. ↑   Gherard Bidlingmaier, KM Admiral Graf Spee Pocket Battleship 1932-1939, in Collana Warship Profile Nº4, Profile Publications Ltd., 1971,  p. 91.
10. ↑  Salmaggi e Pallavisini, 1989, p. 32.
11. ↑  Biagi, 1995, p. 138.
12. ↑  AA.VV., 1993, p. 36.
13. ↑  Biagi, 1995, p. 179.